# Gorgone chlorospila
Gorgone chlorospila är en fjärilsart som beskrevs av Walker 1865. Gorgone chlorospila ingår i släktet Gorgone och familjen nattflyn. Inga underarter finns listade i Catalogue of Life.